# Double Crime sur la ligne Maginot
Pour plus de détails, voir Fiche technique et Distribution.
Double Crime sur la ligne Maginot est un film policier français de Félix Gandéra sorti en 1937, d'après le roman éponyme de Pierre Nord (1936).

## Synopsis
Le commandant d'Espinac est retrouvé assassiné. S'étant disputé la veille du meurtre avec le capitaine Bruchot, celui-ci est accusé. Le capitaine va devoir mener sa propre enquête s'il veut se disculper. Ses soupçons vont se poser sur l'un des trois officiers attachés à son unité.

## Fiche technique
- Réalisation et production : Félix Gandéra
- Scénario : Robert Bibal, Félix Gandéra, d'après le roman éponyme de Pierre Nord
- Musique : Jean Lenoir
- Photographie : Nicolas Hayer et Marcel Villet
- Décors : Robert Gys
- Pays :  France
- Format :  Son mono  - Noir et blanc - 35 mm  - 1,37:1
- Genre : Policier
- Durée : 98 minutes
- Date de sortie : 24 septembre 1937 en France

## Distribution
- Victor Francen : le capitaine Bruchot
- Jacques Baumer : le commissaire Finois
- Véra Korène : Anna Bruchot
- Henri Guisol : le lieutenant Capelle
- Fernand Fabre : le commandant d'Espinac
- Georges Spanelly : l'inspecteur Lennard
- Albert Weiss : le lieutenant Kintz
- Pierre Magnier : le colonel
- Jacques Vitry : le magistrat
- Jacques Berlioz : le commandant Malatre
- Maxime Fabert : l'armurier
- Jean Daurand : un soldat
- Robert Seller : le médecin légiste
- Bernard Blier, Marcel Vidal, Geymond Vital, Janine Darcey,  Rolla Norman